# 戎冠秀
戎冠秀（1896年—1989年），河北省平山县人，中国政治人物。

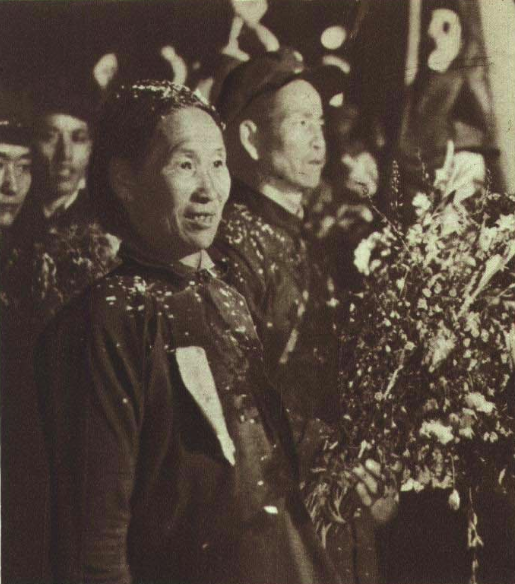
1950年的戎冠秀参加全国劳模大会

早年参加抗日战争，组建妇救会，曾率子参加抗日前线。1944年2月，晋察冀边区群英会上荣获“北岳区拥军模范、子弟兵的母亲”称号。1949年，出席全国第一次政治协商会议，参加中华人民共和国开国大典，担任第一至第五届全国人大代表、全国妇联第四届执行委员。